# Leucochrysa mortoni
Leucochrysa mortoni är en insektsart som beskrevs av Marc Lacroix 1926. Leucochrysa mortoni ingår i släktet Leucochrysa och familjen guldögonsländor. Inga underarter finns listade i Catalogue of Life.